# Linthouse Football Club
Linthouse Football Club est un ancien club de football écossais basé à Linthouse, un district de Glasgow, et qui a été actif entre 1881 et 1900, membre de la Scottish Football League entre 1895 et 1900. 

## Histoire
Le club a été fondé en 1881, à Linthouse, aujourd'hui un district de Glasgow, mais qui n'avait pas encore été incorporé à l'époque de l'existence du club. À l'époque, Linthouse faisait partie du burgh de Govan.
Ils étaient l'un des membres fondateurs de la Scottish Football Alliance, dont ils remportèrent le championnat inaugural en 1891-92. Ils ont rejoint la Scottish Football League en 1895 en tant que club de la Division 2 qui venait d'être créée peu de temps auparavant. Leur première saison ne fut pas une réussite, ils terminèrent le championnat à la dernière place. Durant cette saison, ils réalisèrent leur record d'affluence avec 4.000 spectateurs pour leur match de Glasgow Cup contre le Celtic.
Leur meilleure saison fut en 1897-98 quand ils terminèrent le championnat de Division 2 à la 5e place. Ils participèrent aussi à la saison inaugurale de la Glasgow and West of Scotland League en 1898-99. La saison suivante, en 1899-1900, alors qu'ils terminèrent à la dernière place du championnat, ils furent confrontés à de graves difficultés financières, peinant à attirer un nombre suffisant de spectateurs dans leur stade, le Langlands Park, confronté à la présence à Glasgow de clubs plus anciens et mieux implantés dans le tissu footballistique de la ville.
En conséquence de quoi, Linthouse décida de se retirer de la Scottish Football League à l'issue de cette saison 1899-1900. Ils s'engagèrent toutefois en Coupe d'Écosse pour l'édition 1900-01, se qualifiant pour le deuxième tour après le forfait de leur adversaire, Clydebank, mais déclarèrent eux-mêmes forfaits pour le second tour alors qu'ils devaient affronter Motherwell. Le club disparut peu de temps après en 1900.